# Constant Thérésine
Constant Thérésine (ur. 23 września 1974) – gwadelupski piłkarz występujący na pozycji obrońcy. Zawodnik klubu AS Le Gosier.

## Kariera klubowa
W trakcie kariery Thérésine grał w zespole AS Le Gosier.

## Kariera reprezentacyjna
W reprezentacji Gwadelupy Thérésine zadebiutował w 2003 roku. W 2007 roku został powołany do kadry na Złoty Puchar CONCACAF. Nie zagrał jednak na nim w żadnym meczu, a Gwadelupa zakończyła turniej na półfinale.
W latach 2003–2008 w drużynie narodowej Thérésine rozegrał łącznie 19 spotkań.